# Viry-Châtillon
Viry-Châtillon je francouzské město v departementu Essonne, v regionu Île-de-France, 20 kilometrů jihovýchodně od Paříže.

## Geografie
Sousední obce: Savigny-sur-Orge, Juvisy-sur-Orge, Draveil, Morsang-sur-Orge, Fleury-Mérogis a Grigny.

## Jméno obce
Název je složenina jmen dvou původních obcí – Viry-sur-Orge a Châtillon-sur-Seine. Viry vzniklo z latinského Verus, pojmenování místa v galořímském období.

## Památky
- kostel sv. Diviše z 12. století
- větrný mlýn z 19. století

## Vývoj počtu obyvatel
Počet obyvatel

## Osobnosti města
- Charles Perrault (1628 – 1703), spisovatel-pohádkář
- Auguste Marmont (1774 – 1852), maršál
- Gustave Aimard (1818 – 1883), spisovatel dobrodružných knih
- Louis Blériot (1872 – 1936), vynálezce a letecký konstruktér
- Roland Garros (1888 – 1918), letec a stíhací pilot v první světové válce
- Adolphe Pégoud (1889 – 1915), jeden z prvních leteckých akrobatů a první letecké eso historie
- Thierry Henry (* 1977), fotbalista
- Ladji Doucouré (* 1983), běžec-překážkář

## Partnerská města
- Heidenrod, Německo
- Wokingham, Spojené království